# 麥迪遜鎮區 (印第安納州摩根縣)
麥迪遜鎮區（英語：Madison Township）是位於美國印地安納州摩根縣的一個行政鎮區。

## 地方資料
根據2010年美國人口普查的數據，麥迪遜鎮區的面積為72.00平方千米，當中陸地面積為71.00平方千米，而水域面積為1.00平方千米。當地共有人口9705人，而人口密度為每平方千米134.79人。